# Ячмень
Ячме́нь (лат. Hórdeum) — род растений семейства Злаки (Poaceae), один из древнейших злаков, возделываемых человеком.
Широко распространено возделывание ячменя обыкновенного (Hordeum vulgare), другие виды возделываются изредка или произрастают в диком виде.
Зерно ячменя широко используют для продовольственных, технических и кормовых целей, в том числе в пивоваренной промышленности, при производстве перловой и ячневой круп. Ячмень относится к ценнейшим концентрированным кормам для животных, так как содержит полноценный белок, богат крахмалом. В России на кормовые цели используют до 70 % ячменя.

## Описание

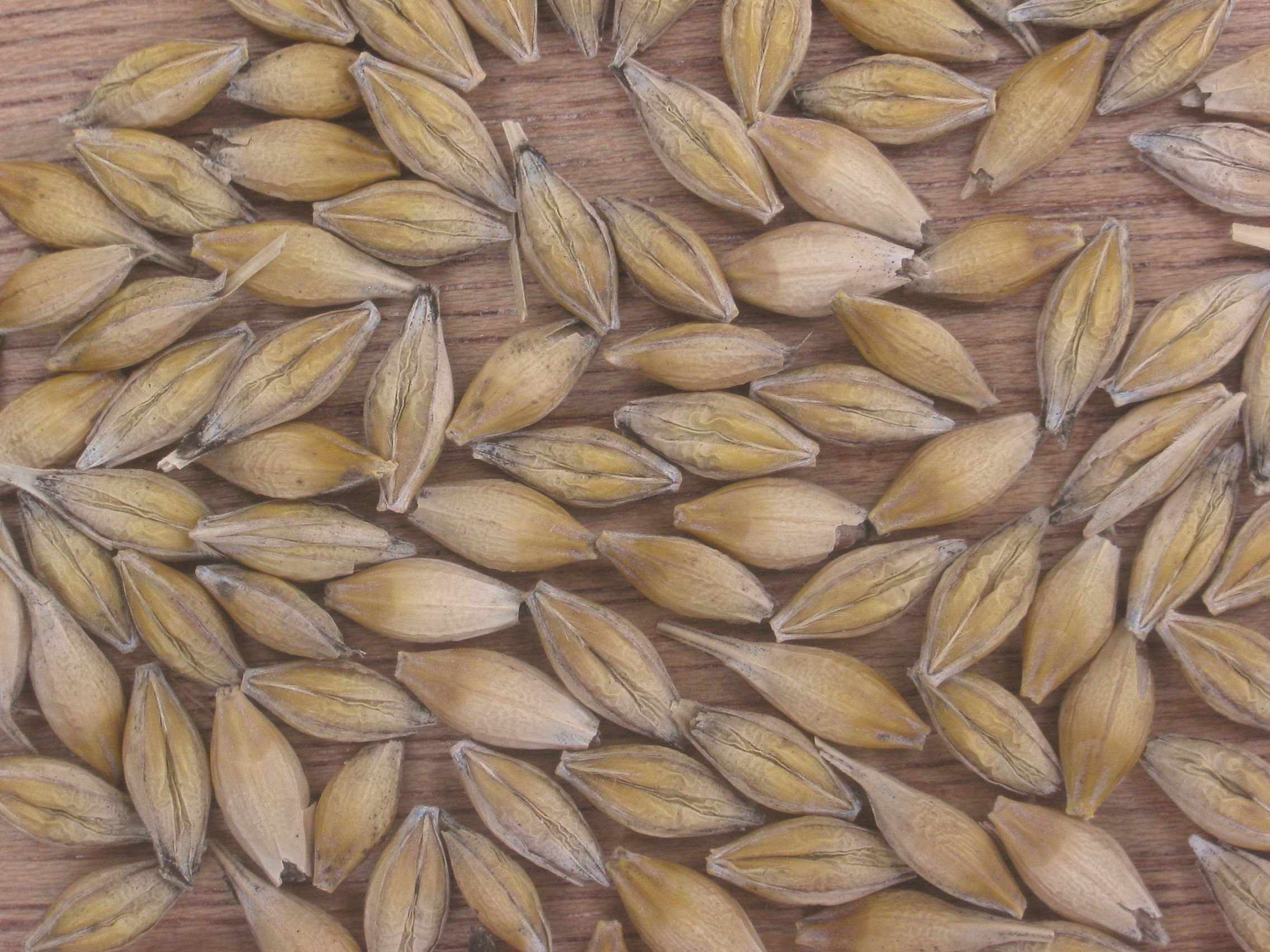
Зёрна ячменя обыкновенного (Hordeum vulgare)

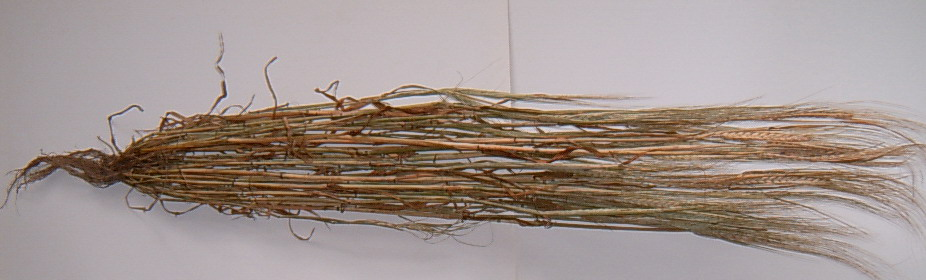
сорт пивоваренный «Сталый», произведено в 2005 году из одной зерновки

Представители рода Ячмень — однолетние, двулетние или многолетние травы.
Листья в почке свёрнутые. Язычок короткий.
Колоски одноцветковые, собранные пучками по 3—2 в длинный верхушечный сложный колос. Колосковые чешуйки тонкие, щетинистые, сидящие накрест с цветковыми чешуйками. Нижняя цветковая чешуйка обычно с закрученной остью на верхушке. Плёнки косояйцевидные или продолговатые.
Завязь на верхушке волосистая; Плод — зерновка, с широкой бороздкой, часто срастается с кроющими чешуйками.

## История
Ячмень принадлежит к числу древнейших культурных растений. Как и пшеница, он был окультурен в эпоху неолитической революции на Ближнем Востоке не менее 10 тыс. лет назад. Дикий ячмень (H. vulgare) произрастает на широком пространстве от острова Крит и Северной Африки на западе до Тибетских гор на востоке. В Палестине его начали употреблять в пищу не позднее, чем 17 тыс. лет назад. Самые древние образцы культурного ячменя найдены в Сирии и относятся к одной из древнейших неолитических культур докерамического периода. Он найден также в самых древних египетских гробницах и в остатках озёрных свайных построек (то есть, в каменном и бронзовом периодах). По многим историческим памятникам можно судить о широком распространении ячменя в отдалённое время. В частности, на Корейском полуострове он появился не позднее 1500—850 лет до н. э. Не исключено, что ячмень был введён в культуру в разных местностях независимо. В Европу ячмень распространился из Малой Азии в IV—III тысячелетиях до н. э., а уже в Средние века в Центральной Европе культура ячменя сделалась всеобщей. В Россию ячмень мог проникнуть из Азии через Сибирь или Кавказ и издавна имел большое значение как пищевой продукт для тех местностей, где культивирование других хлебов было невозможно или затруднено. В странах Америки ячмень сравнительно новая культура, которую завезли переселенцы из Европы в XVI—XVIII веках.
| M34 |

| M34 |

| i | t | U9 · M33 |

| i | t | U9 · M33 |

| U9 |

| U9 |

Ячменное пиво было, возможно, древнейшим напитком человека эпохи неолита. Позже его использовали вместо валюты для расчётов с работниками. В Египте из ячменя готовили не только пиво, но и хлеб. Египтяне называли ячмень jt (произношение, вероятно, йит) или šma (шема). В последнем варианте ячмень был также символом Верхнего Египта. Шумеры называли ячмень акити. В книге Второзаконие ячмень перечислен среди семи плодов земли обетованной, и Книга Чисел описывает жертвоприношения израильтян, приносимые ячменём.
В Древней Греции ячмень использовали в священных обрядах Элевсинских мистерий. Богиня Деметра имела также имя или титул матери ячменя. Плиний Старший описал рецепт ячменной каши в своей «Естественной истории». В Тибете мука из ячменя, цампа, вошла в употребление не позднее V века до н. э. В Древнем Риме гладиаторов называли «питающиеся ячменем» из-за того, что ячмень способствовал быстрому набору мышечной массы. В средневековой Европе хлеб изо ржи и ячменя был пищей крестьян, в то время как пшеничный хлеб потреблялся только высшими классами. Лишь к XIX веку картофель постепенно заменил ячмень.
Озимый ячмень младшая культура, чем яровой, ориентировочно на 2000 лет. Сейчас во многих странах отмечается переход к выращиванию озимого ячменя. Практически полностью на осенний сев перешли Румыния и Болгария, больше половины площадей в Германии и Франции, много озимого ячменя сеют в Венгрии и Польше. Вообще, в мировом растениеводстве на озимый ячмень приходится около 10 %.

## Использование
В России возделываются по преимуществу яровые сорта.
Эколого-географические основы филогении и селекции ячменей были разработаны Фатихом Бахтеевым.
Широко используется в пивоварении — является самым распространённым злаковым, из которого производится солод.

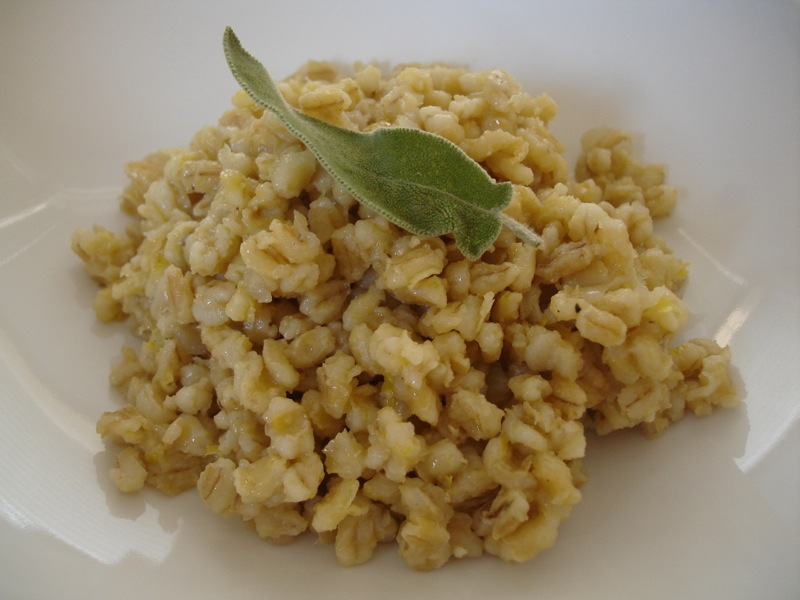
Популярная в Советской армии перловая каша, изъята из рациона в 2011 году

Из зёрен вырабатывается ячменная крупа двух видов: перловая и ячневая.
Ячневая крупа (проще — ячка) — это дроблёные (сечка) ячменные ядра освобождённые от цветочных плёнок. Преимущество ячневой крупы в том, что в отличие от перловки она не подвергается шлифовке, поэтому в ней больше клетчатки. Используется для приготовления ячневой каши (молочной или на воде).
Перловая крупа (перловка) — это цельные ячменные зёрна, очищенные и шлифованные или нешлифованные. Своё название перловка получила потому, что цветом и формой напоминает речной жемчуг (уст. русск. перлы,— жемчуг). Используют как гарнир, а также для приготовления перловой каши (на воде, пару или молоке), добавляют в супы.

### В медицине
Особенностью ячменной крупы является большое количество полисахарида β-глюкана, обладающего холестеринопонижающим эффектом, хорошее соотношение между белком и крахмалом, богатое содержание провитамина А, витаминов группы В и микроэлементов: кальция, фосфора, йода, особенно много кремниевой кислоты. В народной медицине отвар ячменной крупы используют при воспалительных заболеваниях желудка и кишечника, как общеукрепляющее средство после операций на органах брюшной полости.
Согласно недавним исследованиям, употребление целых зёрен ячменя может регулировать уровень сахара в крови (например, ограничить повышение содержания глюкозы в крови в ответ на приём пищи) в течение 10 часов после потребления. Эффект объясняют спецификой ферментации медленно перевариваемых углеводов.

## Производство

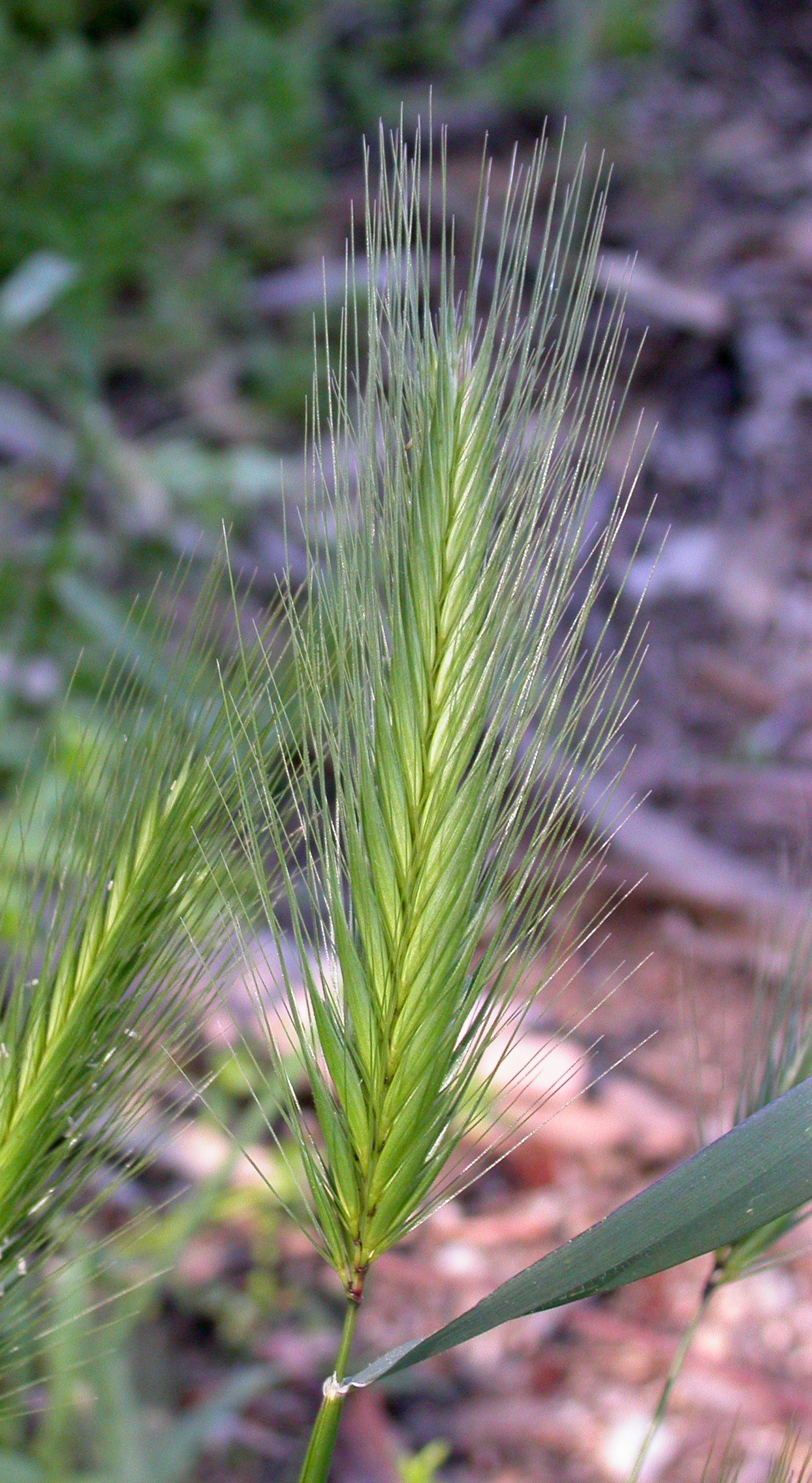
Ячмень мышиный (Hordeum murinum)

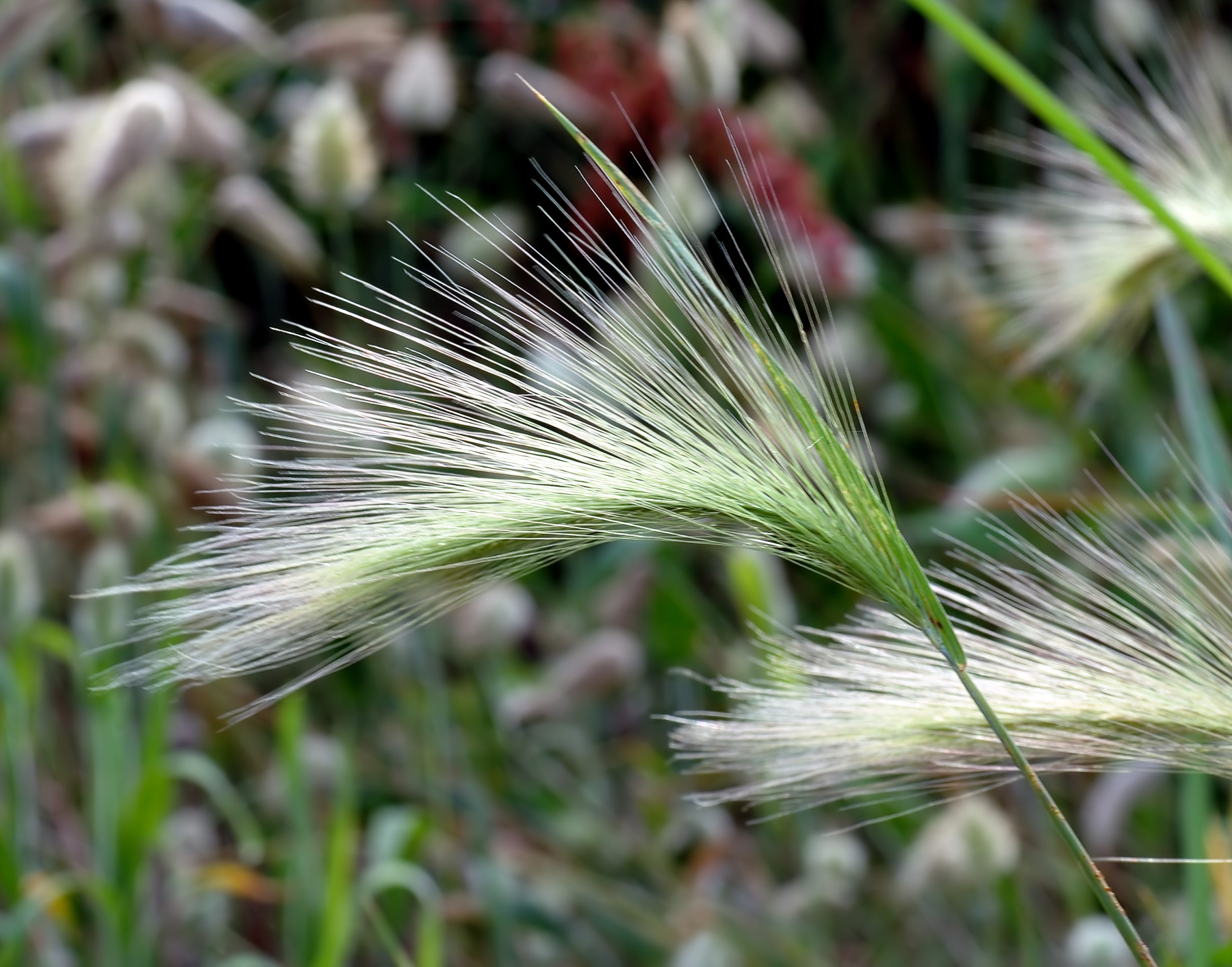
Ячмень гривастый (Hordeum jubatum)

В 2014 году площадь посева по всему миру составила 57,9 млн гектаров. Общее производство в мире в 2016 году составило 141,3 млн тонн.
В 2017 году в России намолочено 21,7 млн тонн ячменя при урожайности 27,9 ц/га .
В 2022 году в России намолочено 22,9 млн тонн ячменя (24,5 млн тонн при урожайности 30,9 ц/га в бункерном весе ). Из них ярового ячменя 19,7 млн тонн при урожайности 27,0 ц/га и озимого 3,2 млн тонн при урожайности 45,4 ц/га .
| Крупнейшие производители ячменя (млн тонн) | Крупнейшие производители ячменя (млн тонн) | Крупнейшие производители ячменя (млн тонн) | Крупнейшие производители ячменя (млн тонн) |
| Страна                                     | 2014 год                                   | 2016 год                                   | 2018 год                                   |
| ------------------------------------------ | ------------------------------------------ | ------------------------------------------ | ------------------------------------------ |
| Россия                                     | 20,4                                       | 18,0                                       | 17,0                                       |
| Франция                                    | 11,7                                       | 10,3                                       | 11,2                                       |
| Германия                                   | 11,6                                       | 10,7                                       | 9,6                                        |
| Австралия                                  | 9,2                                        | 9,0                                        | 9,3                                        |
| Испания                                    | 7,0                                        | 8,0                                        | 9,1                                        |
| Канада                                     | 7,1                                        | 8,7                                        | 8,4                                        |
| Украина                                    | 9,0                                        | 9,4                                        | 7,3                                        |
| Турция                                     | 6,3                                        | 6,7                                        | 7,0                                        |
| Великобритания                             | 6,9                                        | 6,7                                        | 6,5                                        |
| Аргентина                                  | 2,9                                        | 4,9                                        | 5,1                                        |

Мировая торговля ячменём в 2014 году превысила 33,5 млн тонн.
| Австралия | 6,1 |
| Франция   | 5,1 |
| Украина   | 4,2 |
| Россия    | 4,0 |
| Аргентина | 2,7 |

| Саудовская Аравия | 7,0 |
| Китай             | 5,4 |
| Нидерланды        | 1,9 |
| Бельгия           | 1,7 |
| Иран              | 1,5 |

## Классификация
К роду относят от 32 до 43 видов. Серии и виды:
Critesion
- Hordeum arizonicum Covas — Ячмень аризонский
- Hordeum brachyantherum Nevski
- Hordeum chilense Roem. & Schult. — Ячмень чилийский
- Hordeum comosum J.Presl
- Hordeum cordobense Bothmer, N.Jacobsen & Nicora
- Hordeum depressum (Scribn. & J.G.Sm.) Rydb.
- Hordeum distichon L. — Ячмень двурядный, или Ячмень двухрядный
- Hordeum erectifolium Bothmer, N.Jacobsen & R.B.Jørg.
- Hordeum euclaston Steud.
- Hordeum flexuosum Steud.
- Hordeum fuegianum Bothmer, N.Jacobsen & R.B.Jørg.
- Hordeum guatemalense Bothmer, N.Jacobsen & R.B.Jørg. — Ячмень гватемальский
- Hordeum intercedens
- Hordeum jubatum L. — Ячмень гривастый
- Hordeum lechleri (Steud.) Schenck
- Hordeum muticum J.Presl
- Hordeum parodii Covas
- Hordeum patagonicum (Hauman) Covas — Ячмень патагонский
- Hordeum procerum Nevski
- Hordeum pubiflorum Hook.f.
- Hordeum pusillum Nutt.
- Hordeum stenostachys Godr.
- Hordeum tetraploidum Covas

Hordeum
- Hordeum bulbosum L. — Ячмень луковичный
- Hordeum murinum L. — Ячмень мышиный, или Ячмень заячий
- Hordeum vulgare L. — Ячмень обыкновенный

Sibirica
- Hordeum bogdanii Wilensky — Ячмень Богдана
- Hordeum roshevitzii Bowden — Ячмень Рожевица

Stenostachys
- Hordeum brevisubulatum (Trin.) Link — Ячмень короткоостистый, или Ячмень короткоостый, или Ячмень тощий, или Критезион короткоостистый[21]
- Hordeum capense Thunb. — Ячмень капский
- Hordeum secalinum Schreb.